# کاتالین نواک
کاتالین اِوا نُواک (مجاری: Novák Katalin، زادهٔ ۶ سپتامبر ۱۹۷۷ در سگد) سیاستمدار، وکیل، اقتصاددان و رئیس‌جمهور سابق مجارستان است؛ او از ۱۰ مه ۲۰۲۲ تا استعفایش در ۱۰ فوریه ۲۰۲۴، سومین زن در سمت رهبری پس از ماریا ترزا در ۱۷۴۰ و ماریای یکم در ۱۳۸۲ بود. وی از سال ‎۲۰۱۴–۲۰۲۰ وزیر خانواده و جوانان، از سال ‎۲۰۲۰–۲۰۲۱ وزیر سیار خانواده در دولت چهارم ویکتور اوربان از حزب فیدس و از ۲۰۱۸ عضو پارلمان بوده است.
در دهم فوریه ۲۰۲۴، در پی یک رسوایی پدوفیلی در پرورشگاهی در بیچکه، نواک استعفای خود را از سمت ریاست‌جمهوری اعلام کرد.

## تحصیلات
نواک پس از اتمام تحصیلات ابتدایی در سال ۱۹۹۶ از دبیرستان شاگواری اِندره در سگد دیپلم گرفت، اقتصاد را در دانشگاه کوروینوس بوداپست و حقوق را در دانشگاه سگد گذراند. و برای ادامه تحصیلات در خارج کشور در دانشگاه نانتر پاریس تحصیل کرد. نواک علاوه بر مجاری به زبان‌های فرانسوی، انگلیسی و آلمانی صحبت می‌کند.

## رسوایی و استعفاء
در سال ۲۰۱۶، تعدادی از پسرانی که از آزارهای جنسی مدیر یتیم‌خانهٔ بیچکه، عمو یانوش رنج می‌بردند پس از خودکشی یک کودک، علیه وی شکایت کردند. این موضوع پیش‌تر در ۲۰۱۱ توسط چند نوجوان به پلیس گزارش شد ولی تحقیقات به جایی نرسیده‌بود. در نهایت جرم مدیر یتیم‌خانه ثابت و به هشت سال زندان محکوم شد. معاون سابق او ولی که ادعای بی‌اطلاعی از جریان داشت، یکی از قربانیان را وادار کرده بود تا اظهارات خود را پس بگیرد؛ او نیز به‌دلیل پوشش جرم به سه سال و چهار ماه محکوم شد. معاون در ۲۰۲۳ چند ماه مانده به اتمام زندانش در جریان سفر پاپ فرانسیس به مجارستان عفو رئیس‌جمهوری گرفت. به دنبال این رسوایی نواک در دهم فوریه ۲۰۲۴ سفر قطر خود را کوتاه کرد و استعفا داد. اندکی بعد، یودیت وارگا، وزیر دادگستری سابق نیز از سمت پارلمانی در رهبری حزب فیدس در انتخابات پارلمان اروپا استعفا داد. وارگا حکم عفو کاتالین نواک را امضا کرده‌بود.
پس از این رسوایی، ویکتور اوربان اعلام کرد که پیشنهادی جهت اصلاح قانون اساسی در مورد حق عفو خواهد داد که محکومان درگیر در پرونده‌های کودک‌آزاری را مستثنی می‌کند.